# Juan Sebastián Cabal
Juan Sebastián Cabal (phát âm tiếng Tây Ban Nha: [xwan seβasˈtjaŋ kaˈβal]; sinh ngày 25 tháng 4 năm 1986) là một vận động viên quần vợt chuyên nghiệp người Colombia. Xếp hạng đánh đôi cao nhất của anh là vị trí số 10 và đơn là vị trí số 184. Anh lần đầu tiên ra mắt và Tháng 2 năm 2011 vào tới chung kết tại các giải challenger Medellin và Manizales vào bán kết tại các giải Future Cali và Bogotá challenger. Năm 2017, anh vô địch đôi nam nữ Úc Mở rộng với Abigail Spears của Mỹ.

## ATP Tour
Cabal lần đầu tiên ra mắt tại các giải đấu ATP và Grand Slam vào năm 2011. Anh tham dự giải lớn đầu tiên là Đôi Pháp Mở rộng với tay vợt người Argentina Eduardo Schwank đã nên lịch của Quần vợt Colombia khi đánh bại hạt giống đôi số 1 ở bán kết là Bob Bryan và Mike Bryan với tỉ số 7-6 (4), 6-3 và thua trong trận chung kết trước Daniel Nestor và Max Mirnyi.
Giải Grand Slam thứ 2 mà anh tham dự, Wimbledon. Anh ra mắt vòng 1 với tay vợt đồng hương Robert Farah. Họ đánh bại đôi người Pakistan Aisam Qureshi (vị trí số 8 ở đôi) và người Ấn Độ Rohan Bopanna (vị trí số 9 ở đôi), đứng thứ 5 trên thế giới, 2-6, 6-2 và 21-19. Họ tiếp tục thắng vòng hai trước đôi người Kazakhstan Mikhail Kukushkin và người Mỹ Michael Russell sau 3 set, 6-4, 6-2, 6-3 trước khi thua ở vòng ba trước James Cerretani và Philipp Marx sau 4 set, 6-3, 6-7(2-7), 4-6, 4-6. Anh kết thúc năm 2011 với vị trí số 25 trên thế giới.
Tại Giải quần vợt Úc Mở rộng 2013, anh và Robert Farah vào tới vòng tứ kết. Họ cũng vào tới chung kết của một giải ATP250 ở Nice. Anh kết thúc năm này ở vị trí số 43 trên thế giới.
Năm 2014, Cabal và Farah vào vòng chung kết 6 giải ATP, vô địch giải ATP500 Rio Open và ATP250 Winston-Salem Open. Họ cũng vào chung kết giải ATP1000 ở Miami khi họ để thua Bob và Mike Bryan. Anh cũng vào chung kết thứ 7 với Nicolas Barrientos ở giải quê hương ATP250 ở Bogotá. Anh kết thức năm 2014 ở vị trí số 22 trên thế giới.
Năm 2015, Cabal và Farah vô đich 2 giải là Brasil Open và Geneva Open vào chung kết 3 lần. Vào Tháng 2, anh đạt vị trí số 18 trên thế giới. Tại giải Grand Slam, anh vào vòng 2 tại Úc Mở rộng, Wimbledon và Mỹ Mở rộng và vòng 1 ở giải Pháp Mở rộng. Kết thức năm 2015, anh ở vị trí số 25 trên thế giới.
Năm 2016 là năm hoàn thành ở vị trí của họ, số 4. Tại Úc Mở rộng, họ có thành tích tốt, vào vóng 3. Tháng 2, họ vô địch 2 ở Nam Mỹ, Argentine Open ở Buenos Aires và Rio Open ở Brazil. Tháng 5, họ vào vòng chung kết ở Munich và vô địch lần thứ 2 giải ATP250 ở Nice trong sự nghiệp của họ. Họ kết thúc năm khi vô địch Kremlin Cup. Cabal kết thức ở vị trí số 30 trên thế giới.
Cabal và Farah khởi đầu năm 2017 khi họ lại vào vòng 3 giải Úc Mở rộng. Sau đó, họ trở lại Nam Mỹ, bảo vệ thành công chức vô địch Argentine Open và lại vào vòng chung kết giải Rio Open. Họ tiếp tục vô địch giải ATP250 ở Munich. Lần đầu tiên sau năm 2011, anh vào vòng bán kết giải Grand Slam Pháp Mở rộng với Farah, khi họ thua Michael Venus và Ryan Harrison.
Vào Tháng 5 năm 2018, Cabal và Farah vô dịch giải ATP1000 đầu tiên khi họ thắng Pablo Carreño Busta và João Sousa. Với chức vô địch này, Cabal lần đầu tiên vào top 10 trong sự nghiệp của anh.

## Các trận chung kết

### Chung kết Grand Slam

#### Đôi: 2 (0-2)
| Kết quả | Năm  | Giải đấu     | Mặt sân | Đồng đội        | Đối thủ                  | Kết quả            |
| Á quân  | 2011 | Pháp Mở rộng | Đất nện | Eduardo Schwank | Max Mirnyi Daniel Nestor | 6–7(3–7), 6–3, 4–6 |
| Á quân  | 2018 | Úc Mở rộng   | Cứng    | Robert Farah    | Oliver Marach Mate Pavić | 4–6, 4–6           |

#### Đôi nam nữ: 1 (1–0)
| Kết quả | Năm  | Giải đấu   | Mặt sân | Đồng đội       | Đối thủ                | Kết quả  |
| Vô địch | 2017 | Úc Mở rộng | Cứng    | Abigail Spears | Ivan Dodig Sania Mirza | 6–2, 6–4 |

### Chung kết Masters 1000

#### Đôi: 2 (1 danh hiệu, 1 á quân)
| Kết quả | Năm  | Giải đấu    | Mặt sân | Đồng đội     | Đối thủ                        | Kết quả          |
| Á quân  | 2014 | Miami       | Cứng    | Robert Farah | Bob Bryan Mike Bryan           | 6–7(8–10), 4–6   |
| Vô địch | 2018 | Rome Master | Đất nện | Robert Farah | Pablo Carreño Busta João Sousa | 3–6, 6–4, [10–4] |

## Chung kết ATP

### Đôi: 29 (12 danh hiệu, 17 á quân)
| Chú thích                         |
| --------------------------------- |
| Grand Slam (0–2)                  |
| ATP World Tour Finals (0–0)       |
| ATP World Tour Masters 1000 (1–1) |
| ATP World Tour 500 (2–3)          |
| ATP World Tour 250 (9–11)         |

| Danh hiệu theo mặt sân |
| ---------------------- |
| Cứng (3–5)             |
| Đất nện (9–11)         |
| Cỏ (0–1)               |

| Danh hiệu theo lắp đặt |
| ---------------------- |
| Ngoài trời (10–16)     |
| Trong nhà (2–1)        |

| Kết quả | W–L   | Date             | Tournament                                      | Tier         | Surface  | Partner            | Opponents                             | Score                      |
| ------- | ----- | ---------------- | ----------------------------------------------- | ------------ | -------- | ------------------ | ------------------------------------- | -------------------------- |
| Loss    | 0–1   | Th6 năm 2011     | French Open, France                             | Grand Slam   | Clay     | Eduardo Schwank    | Max Mirnyi Daniel Nestor              | 6–7(3–7), 6–3, 4–6         |
| Loss    | 0–2   | Th6 năm 2012     | Rosmalen Grass Court Championships, Netherlands | 250 Series   | Grass    | Dmitry Tursunov    | Robert Lindstedt Horia Tecău          | 3–6, 6–7(1–7)              |
| Loss    | 0–3   | tháng 5 năm 2013 | Open de Nice Côte d'Azur, France                | 250 Series   | Clay     | Robert Farah       | Johan Brunström Raven Klaasen         | 3–6, 2–6                   |
| Loss    | 0–4   | Th1 năm 2014     | Brisbane International, Australia               | 250 Series   | Hard     | Robert Farah       | Mariusz Fyrstenberg Daniel Nestor     | 7–6(7–4), 4–6, [7–10]      |
| Loss    | 0–5   | Th2 năm 2014     | Chile Open, Chile                               | 250 Series   | Clay     | Robert Farah       | Oliver Marach Florin Mergea           | 3–6 4–6                    |
| Win     | 1–5   | Th2 năm 2014     | Rio Open, Brazil                                | 500 Series   | Clay     | Robert Farah       | David Marrero Marcelo Melo            | 6–4, 6–2                   |
| Loss    | 1–6   | Th3 năm 2014     | Brasil Open, Brazil                             | 250 Series   | Clay (i) | Robert Farah       | Guillermo García-López Philipp Oswald | 7–5, 4–6, [13–15]          |
| Loss    | 1–7   | Th3 năm 2014     | Miami Open, United States                       | Masters 1000 | Hard     | Robert Farah       | Bob Bryan Mike Bryan                  | 6–7(8–10), 4–6             |
| Loss    | 1–8   | Th7 năm 2014     | Colombia Open, Columbia                         | 250 Series   | Hard     | Nicolás Barrientos | Sam Groth Chris Guccione              | 6–7(5–7), 7–6(7–3), [9–11] |
| Win     | 2–8   | Th8 năm 2014     | Winston-Salem Open, United States               | 250 Series   | Hard     | Robert Farah       | Jamie Murray John Peers               | 6–3, 6–4                   |
| Win     | 3–8   | Th2 năm 2015     | Brasil Open, Brazil                             | 250 Series   | Clay (i) | Robert Farah       | Paolo Lorenzi Diego Schwartzman       | 6–4, 6–2                   |
| Win     | 4–8   | tháng 5 năm 2015 | Geneva Open, Switaerland                        | 250 Series   | Clay     | Robert Farah       | Raven Klaasen Lu Yen-hsun             | 7–5, 4–6, [10–7]           |
| Loss    | 4–9   | Th7 năm 2015     | Swedish Open, Sweden                            | 250 Series   | Clay     | Robert Farah       | Jérémy Chardy Łukasz Kubot            | 7–6(8–6), 3–6, [8–10]      |
| Loss    | 4–10  | Th8 năm 2015     | German Open, Germany                            | 500 Series   | Clay     | Robert Farah       | Jamie Murray John Peers               | 6–2, 3–6, [8–10]           |
| Loss    | 4–11  | Th10 năm 2015    | Japan Open, Japan                               | 500 Series   | Hard     | Robert Farah       | Raven Klaasen Marcelo Melo            | 6–7(5–7), 6–3, [7–10]      |
| Win     | 5–11  | Th2 năm 2016     | Argentina Open, Argentina                       | 250 Series   | Clay     | Robert Farah       | Íñigo Cervantes Paolo Lorenzi         | 6–3, 6–0                   |
| Win     | 6–11  | Th2 năm 2016     | Rio Open, Brazil (2)                            | 500 Series   | Clay     | Robert Farah       | Pablo Carreño Busta David Marrero     | 7–6(7–5), 6–1              |
| Loss    | 6–12  | tháng 5 năm 2016 | Bavarian International, Germany                 | 250 Series   | Clay     | Robert Farah       | Henri Kontinen John Peers             | 3–6, 6–3, [7–10]           |
| Win     | 7–12  | tháng 5 năm 2016 | Open de Nice Côte d'Azur, France                | 250 Series   | Clay     | Robert Farah       | Mate Pavić Michael Venus              | 4–6, 6–4, [10–8]           |
| Win     | 8–12  | Th10 năm 2016    | Kremlin Cup, Russia                             | 250 Series   | Hard (i) | Robert Farah       | Julian Knowle Jürgen Melzer           | 7–5, 4–6, [10–5]           |
| Win     | 9–12  | Th2 năm 2017     | Argentina Open, Argentina (2)                   | 250 Series   | Clay     | Robert Farah       | Santiago González David Marrero       | 6–1, 6–4                   |
| Loss    | 9–13  | Th2 năm 2017     | Rio Open, Brazil                                | 500 Series   | Clay     | Robert Farah       | Pablo Carreño Busta Pablo Cuevas      | 4–6, 7–5, [8–10]           |
| Loss    | 9–14  | Th4 năm 2017     | Hungarian Open, Hungary                         | 250 Series   | Clay     | Robert Farah       | Brian Baker Nikola Mektić             | 6–7(2–7), 4–6              |
| Win     | 10–14 | tháng 5 năm 2017 | Bavarian International, Germany                 | 250 Series   | Clay     | Robert Farah       | Jérémy Chardy Fabrice Martin          | 6–3, 6–3                   |
| Loss    | 10–15 | tháng 5 năm 2017 | Geneva Open, Switaerland                        | 250 Series   | Clay     | Robert Farah       | Jean-Julien Rojer Horia Tecău         | 6–2, 6–7(9–11), [6–10]     |
| Win     | 11–15 | Th8 năm 2017     | Los Cabos Open, Mexico                          | 250 Series   | Hard     | Treat Huey         | Sergio Galdós Roberto Maytín          | 6–2, 6–3                   |
| Loss    | 11–16 | Th1 năm 2018     | Australian Open, Australia                      | Grand Slam   | Hard     | Robert Farah       | Oliver Marach Mate Pavić              | 4–6, 4–6                   |
| Loss    | 11–17 | Th2 năm 2018     | Argentina Open, Argentina                       | 250 Series   | Clay     | Robert Farah       | Andrés Molteni Horacio Zeballos       | 3–6, 7–5, [3–10]           |
| Win     | 12–17 | tháng 5 năm 2018 | Italian Open, Italy                             | Masters 1000 | Clay     | Robert Farah       | Pablo Carreño Busta João Sousa        | 3–6, 6–4, [10–4]           |

## Thống kê sự nghiệp đôi
| VĐ | CK | BK | TK | V# | RR | Q# | A |  | Z# | PO | G | F-S | SF-B | NMS | NH |

Current through Internazionali BNL d'Italia 2018.
| Tournament                  | 2008  | 2009     | 2010     | 2011     | 2012  | 2013     | 2014     | 2015     | 2016  | 2017  | 2018  | SR      | W-L     |
| --------------------------- | ----- | -------- | -------- | -------- | ----- | -------- | -------- | -------- | ----- | ----- | ----- | ------- | ------- |
| Grand Slam tournaments      |       |          |          |          |       |          |          |          |       |       |       |         |         |
| Australian Open             | A     | A        | A        | A        | 2R    | QF       | 1R       | 2R       | 3R    | 3R    | F     | 0 / 7   | 14–7    |
| French Open                 | A     | A        | A        | F        | 3R    | 3R       | 1R       | 1R       | 1R    | SF    |       | 0 / 7   | 13–7    |
| Wimbledon                   | A     | A        | A        | 3R       | 1R    | 3R       | 3R       | 2R       | 2R    | 2R    |       | 0 / 7   | 9–7     |
| US Open                     | A     | A        | A        | 2R       | 1R    | 1R       | 2R       | 2R       | 1R    | 3R    |       | 0 / 7   | 5–7     |
| Win–Loss                    | 0–0   | 0–0      | 0–0      | 8–3      | 3–4   | 7–4      | 3–4      | 3–4      | 3–4   | 9–4   | 5-1   | 0 / 28  | 41–28   |
| ATP World Tour Masters 1000 |       |          |          |          |       |          |          |          |       |       |       |         |         |
| Indian Wells Masters        | A     | A        | A        | A        | 1R    | 2R       | A        | 2R       | 1R    | A     | 1R    | 0 / 5   | 2–5     |
| Miami Masters               | A     | A        | A        | A        | QF    | 1R       | F        | 2R       | A     | 1R    | 1R    | 0 / 6   | 7–6     |
| Monte-Carlo Masters         | A     | A        | A        | A        | 2R    | A        | 2R       | 1R       | SF    | A     | QF    | 0 / 5   | 7–5     |
| Madrid Masters              | A     | A        | A        | A        | 2R    | A        | SF       | QF       | 1R    | 2R    | SF    | 0 / 6   | 10–6    |
| Rome Masters                | A     | A        | A        | A        | 2R    | A        | 1R       | QF       | 1R    | A     | W     | 1 / 5   | 7–4     |
| Canada Masters              | A     | A        | A        | A        | A     | A        | 1R       | A        | A     | 2R    |       | 0 / 2   | 1–2     |
| Cincinnati Masters          | A     | A        | A        | SF       | 2R    | A        | 2R       | 2R       | A     | 2R    |       | 0 / 5   | 7–5     |
| Shanghai Masters            | NH    | A        | A        | A        | A     | A        | QF       | QF       | 2R    | 2R    |       | 0 / 4   | 6–4     |
| Paris Masters               | A     | A        | A        | A        | A     | A        | 2R       | 2R       | 1R    | 2R    |       | 0 / 4   | 3–4     |
| Win–Loss                    | 0–0   | 0–0      | 0–0      | 3–1      | 6–6   | 1–2      | 11–7     | 10–8     | 4–6   | 5–6   | 8–4   | 1 / 35  | 50–41   |
| National representation     |       |          |          |          |       |          |          |          |       |       |       |         |         |
| Summer Olympics             | A     | Not Held | Not Held | Not Held | 1R    | Not Held | Not Held | Not Held | 2R    | NH    | NH    | 0 / 2   | 1–2     |
| Davis Cup                   | Z1    | Z1       | Z1       | Z1       | Z1    | PO       | PO       | PO       | Z1    | PO    |       | 0 / 0   | 9–6     |
| Win–Loss                    | 0–0   | 1–1      | 0–1      | 1–1      | 1–2   | 2–0      | 2–0      | 1–1      | 1–2   | 1–0   |       | 0 / 2   | 10–8    |
| Career statistics           |       |          |          |          |       |          |          |          |       |       |       |         |         |
| Titles / Finals             | 0 / 0 | 0 / 0    | 0 / 0    | 0 / 1    | 0 / 1 | 0 / 1    | 2 / 7    | 2 / 5    | 4 / 5 | 2 / 5 | 1 / 2 | 11 / 26 | 11 / 26 |
| Overall Win–Loss            | 0–0   | 1–1      | 0–1      | 12–5     | 24–22 | 21–21    | 42–26    | 39–25    | 32–21 | 27–10 | 13–5  | 206–136 | 206–136 |
| Year-end ranking            | 194   | 221      | 142      | 25       | 46    | 43       | 22       | 25       | 30    | 23    |       | 60%     | 60%     |

## Thống kê sự nghiệp đôi nam nữ
| Tournament             | 2011 | 2012 | 2013 | 2014 | 2015 | 2016 | 2017 | 2018 | SR    | W–L   |
| ---------------------- | ---- | ---- | ---- | ---- | ---- | ---- | ---- | ---- | ----- | ----- |
| Grand Slam tournaments |      |      |      |      |      |      |      |      |       |       |
| Australian Open        | A    | 1R   | 1R   | A    | QF   | 1R   | W    | QF   | 1 / 5 | 9–5   |
| French Open            | A    | 1R   | QF   | 2R   | 1R   | 1R   | 2R   |      | 0 / 6 | 4–6   |
| Wimbledon              | 1R   | 1R   | 1R   | 2R   | 3R   | QF   | 3R   |      | 0 / 7 | 8–7   |
| US Open                | A    | A    | A    | 1R   | QF   | 1R   | QF   |      | 0 / 4 | 4–5   |
| Win–Loss               | 0–1  | 0–3  | 2–3  | 2-3  | 6-4  | 3-4  | 8-2  | 2-1  | 1–22  | 23–22 |

* Statistics correct as of ngày 26 tháng 6 năm 2013.